# Paedomastax avinovi
Paedomastax avinovi är en insektsart som först beskrevs av Boris Petrovich Uvarov 1914.  Paedomastax avinovi ingår i släktet Paedomastax och familjen Eumastacidae. Inga underarter finns listade i Catalogue of Life.